# Plenoptische Kamera

Plenoptische Funktion

Eine plenoptische Kamera, auch Lichtfeldkamera genannt, erfasst neben den üblichen 2 Bilddimensionen eine weitere, nämlich die Richtung einfallender Lichtstrahlen. Durch die zusätzliche Dimension enthalten plenoptische Aufnahmen Informationen über die Bildtiefe.
Der besondere Vorteil plenoptischer Kameras liegt in der theoretisch unendlichen Schärfentiefe und der Möglichkeit der Refokussierung, also der nachträglichen Verschiebung der Schärfeebene im Objektraum (Fokusvariation). Durch die zusätzliche Tiefeninformation kann eine plenoptische Kamera auch als 3D-Kamera verwendet werden.
Entscheidend für die Funktion plenoptischer Kameras ist, dass dieselbe Szene aus mehreren Blickwinkeln erfasst wird. Dabei ist es irrelevant, ob ein Array aus konventionellen Kameras die Szene erfasst, oder die verschiedenen Blickwinkel innerhalb der Kamera erzeugt werden – z. B. durch einen Array aus Mikrolinsen vor dem Bildsensor.
Die Entwicklung plenoptischer Systeme basiert auf theoretischen Überlegungen des Physikers Gabriel Lippmann, der das Konzept 1908 vorstellte.

## Plenoptische Funktion
Die Verteilung der Strahldichte entlang von Lichtstrahlen in einem Bereich des dreidimensionalen Raums, die durch statische, zeitlich nicht veränderbare Lichtquellen hervorgerufen wird, bezeichnet man als plenoptische Funktion. Die plenoptische Funktion ist eine idealisierte Funktion, die in der Bildverarbeitung und der Computergrafik genutzt wird, um ein Bild zu einem bestimmten Zeitpunkt aus jeder beliebigen Position aus jedem Blickwinkel zu beschreiben, also unabhängig von der Position des Betrachters und Kameraparametern wie Blende und Entfernungseinstellung.
Praktisch wird die plenoptische Funktion nicht genutzt, jedoch ist sie sinnvoll, um verschiedene andere Konzepte der Bildverarbeitung und der Computergrafik zu verstehen. Eine Gerade (Strahl) wird durch einen Punkt auf dem Strahl (drei Koordinatenwerte) und die Richtung des Strahls (zwei Winkel) beschrieben. Da der Punkt längs des Strahls verschoben werden kann, geben seine drei Koordinaten effektiv nur zwei Freiheitsgrade wieder. Daher ist die plenoptische Funktion vierdimensional. Wellenlänge, Polarisationswinkel und die Zeit können gegebenenfalls als weitere Variable betrachtet werden, wodurch weitere Dimensionen hinzukommen.

## Plenoptische Kamera

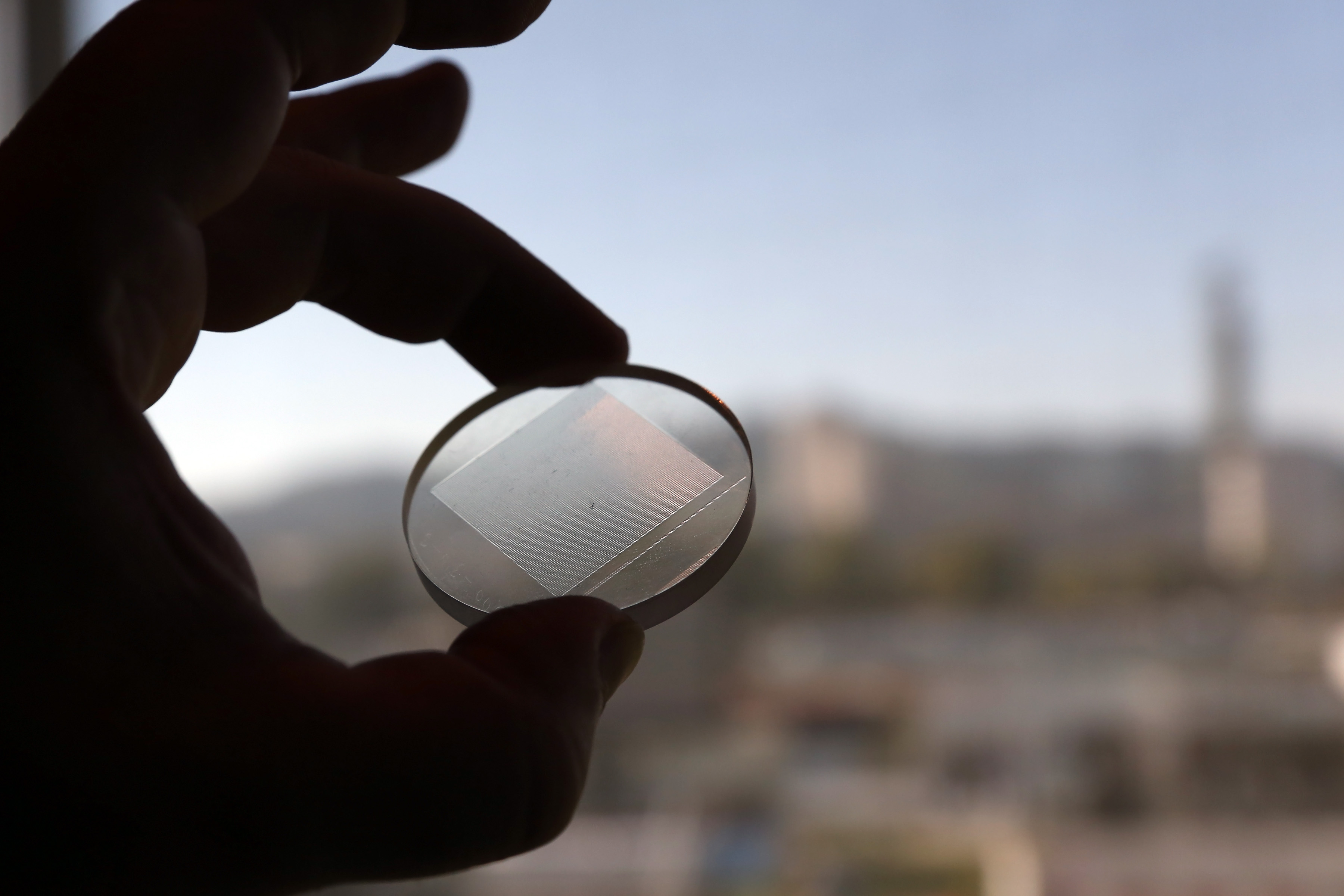
Linsengitter einer plenoptischen Kamera

Durch ein Linsengitter vor dem Bildsensor wird jeder Bildpunkt nochmals gebrochen und zu einem Kegel erweitert, der kreisförmig auf die Sensorfläche trifft. Dies verrät, aus welcher Richtung der Lichtstrahl ursprünglich kam: Ein senkrecht auftreffender Lichtstrahl landet im Mittelpunkt des Kreises, ein schräg eintreffender weiter am Rand. So kann mit einer Software die Schärfe nachträglich neu berechnet und wie bei einem herkömmlichen Objektiv der Brennpunkt geändert werden. Die Informationen aus einer Szene müssen auf mehreren Bildpunkten des Kamerachips abgebildet werden, damit die Informationen über die Richtung des einfallenden Lichtstrahls genutzt werden kann. Daher geht mit dieser Methode eine Verringerung der effektiven Auflösung des Kamerasensors einher.

## Umsetzungen

### Universität Stanford
Ein Team an der Stanford University verwendet eine 16-Megapixel-Kamera mit einem 90.000-Mikrolinsen-Array, das heißt, jede Mikrolinse belichtet etwa 175 Pixel.

### Adobe
Ein Entwurf der amerikanischen Firma Adobe verwendet 19 Linsen in Kreisanordnung und belichtet damit einen 100-Megapixel-Sensor, so dass jedes Bild etwa 5-Megapixel-Auflösung erreicht.

### Raytrix
Eine plenoptische Kamera für den Einsatz in Industrie und Forschung, die von der deutschen Firma Raytrix seit 2010 kommerziell vertrieben wird, verwendet ein Linsenraster aus drei unterschiedlichen Linsen, die sich in ihrer Brennweite unterscheiden. Jede Mikrolinse deckt dabei drei bis sechs Bildpunkte auf dem Kamerasensor ab. Dadurch ist die effektive Auflösung der Kamera nur um den Faktor drei bis sechs geringer als die Auflösung des Sensorchips.

### Lytro

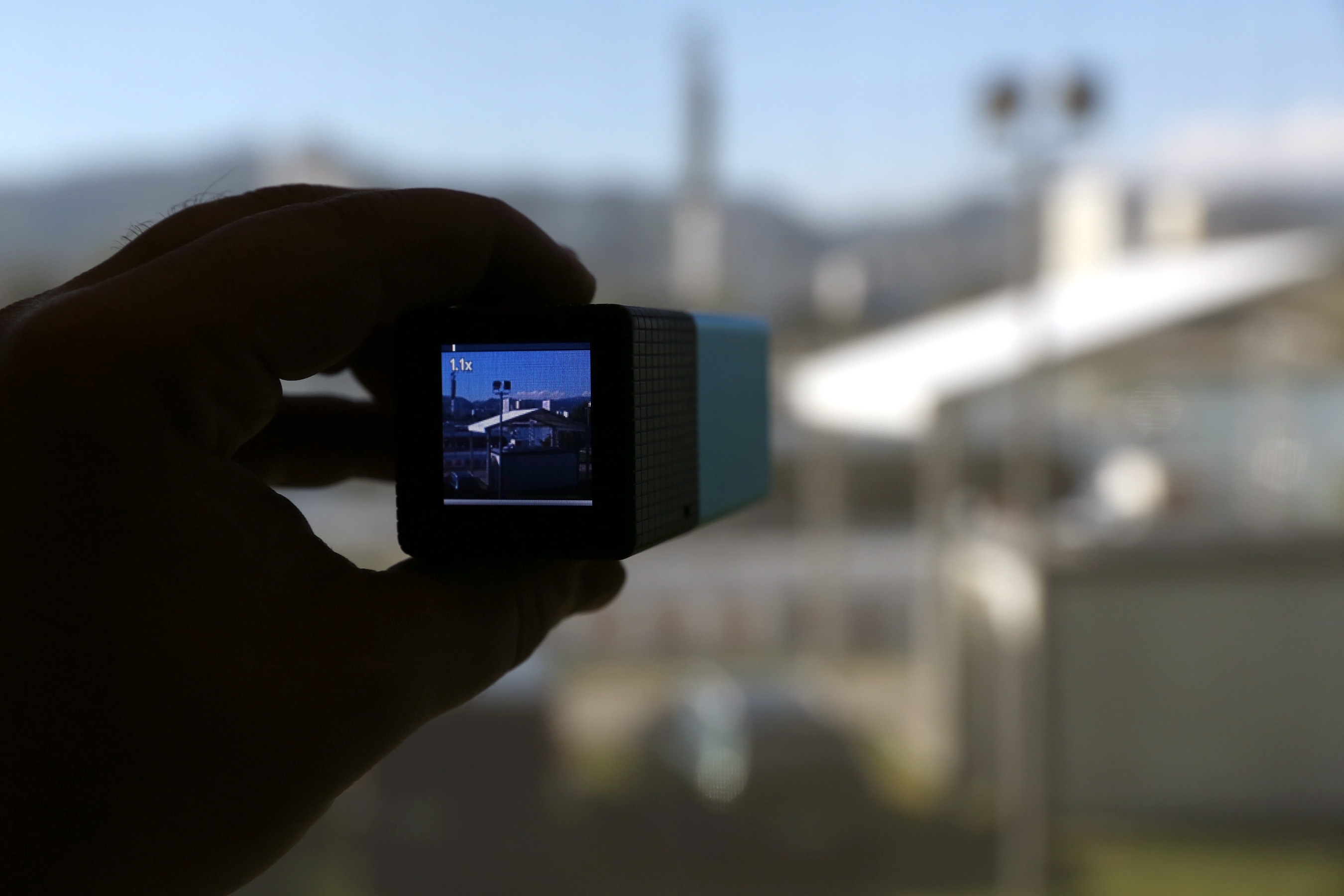
Lytro-Kamera

Von der amerikanischen Firma Lytro wurde ab dem April 2012 eine Lichtfeldkamera für den Konsumentenbereich vertrieben. Dieses Modell hat einen siebenfachen optischen Zoombereich, eine fest eingestellte, durchgehende Blendenzahl von 2,0, einen berührungsempfindlichen Bildschirm und einen internen Speicher von 8 oder 16 Gigabyte für farbige Einzelbildaufnahmen. Die effektive Bildauflösung beträgt bei einer Dateigröße von zirka 20 Megabyte 540 mal 540 Bildpunkte (dies entspricht 0,29 Megapixel), was für Demonstrationszwecke, jedoch nicht für hochwertige Reproduktionen geeignet ist. Bei rund 11 Millionen registrierten Bildpunkten ergibt sich ein Verhältnis von sechs mal sechs (36) Lichtstrahlen pro Bildpunkt.
Im April 2014 wurde das Nachfolgemodell Illum vorgestellt, das einer klassischen Kamera ähnelt. Sie soll eine höhere Bildauflösung von maximal 4 MP bei 2D-Bilddateien haben.
Im April 2016 hatte die Firma Lytro angekündigt, sich aus dem Endkundengeschäft für Lichtfeldkameras wegen mangelnder Absatzmöglichkeiten zurückziehen zu wollen und sich von nun an auf den professionellen TV- und Video Markt zu konzentrieren. Die neue Lichtfeldkamera Lytro Cinema ermöglicht eine Auflösung von 755 Megapixeln, einen Dynamik-Umfang von 16 Blendenstufen, 40k-Videos und 300 fps. Die Firma gab am 28. März 2018 bekannt, die Geschäftstätigkeit einzustellen.

#### Beispielaufnahmen
Eine Nahaufnahme einer Tastatur mit einer plenoptischen Kamera mit Reproduktionen bei vier verschiedenen Entfernungseinstellungen:

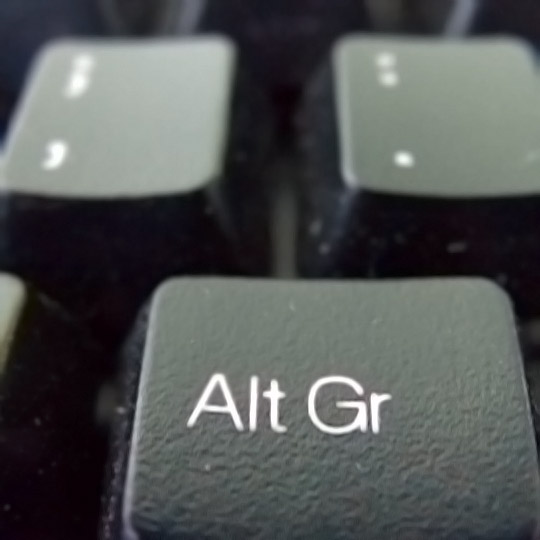
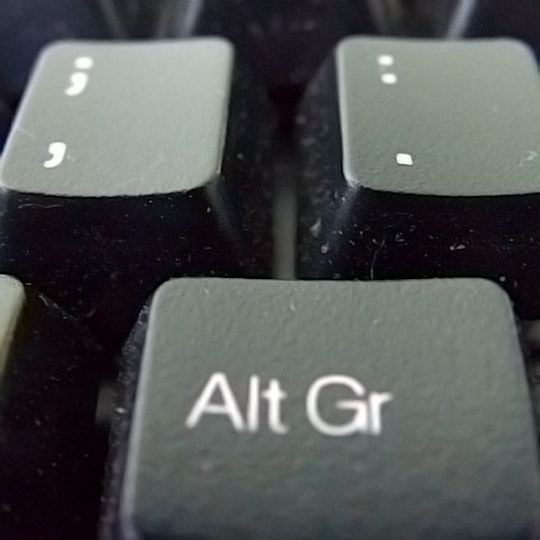
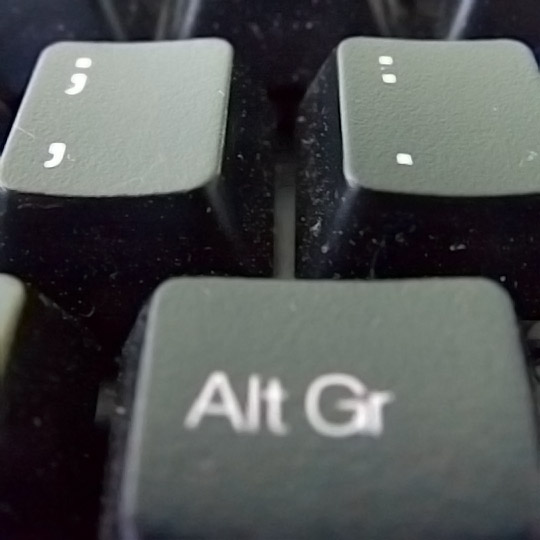
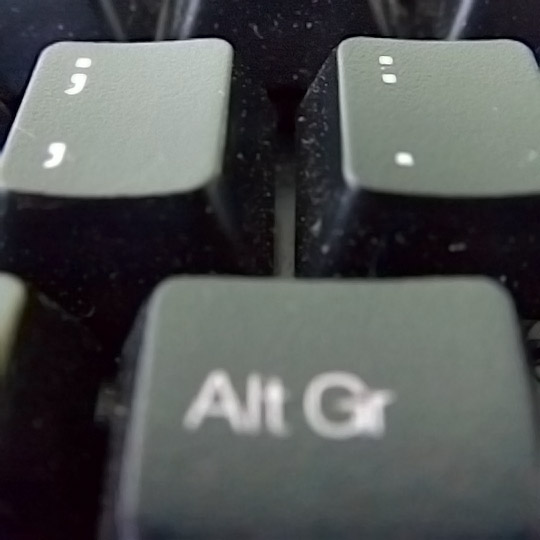

Eine Aufnahme einer Klaviatur mit einer plenoptischen Kamera mit Reproduktionen bei fünf verschiedenen Entfernungseinstellungen:

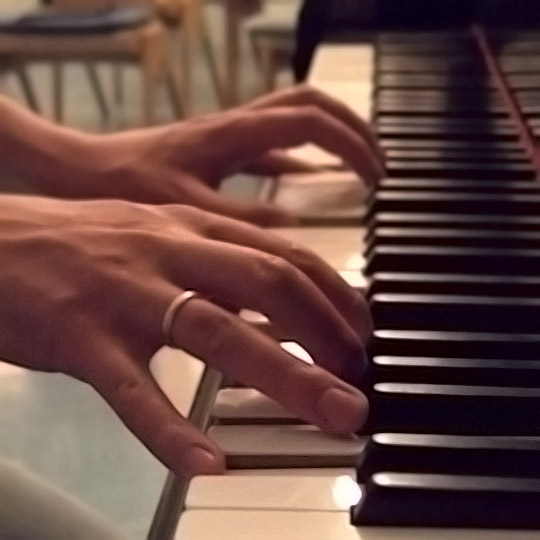
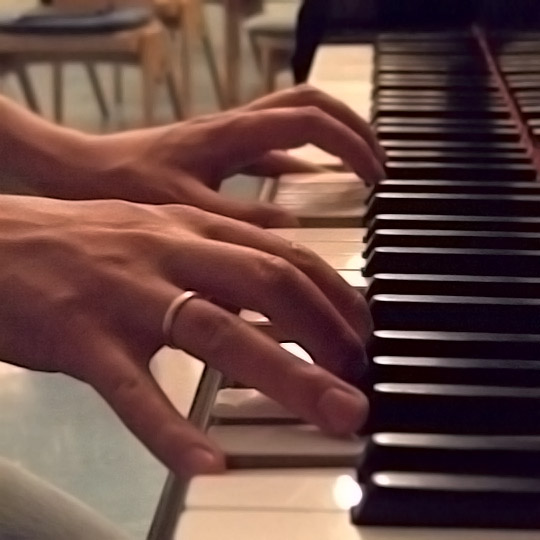
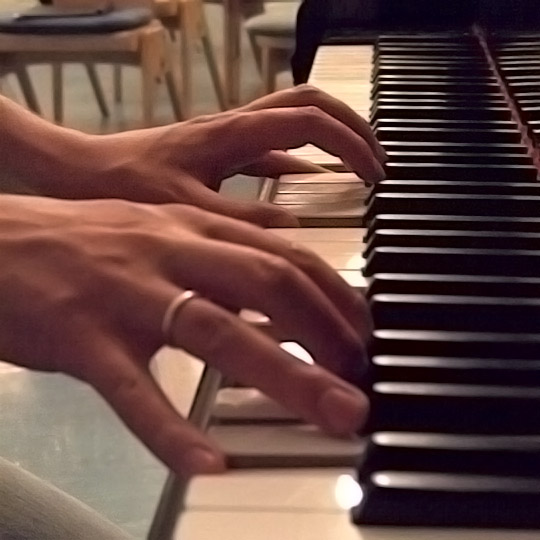
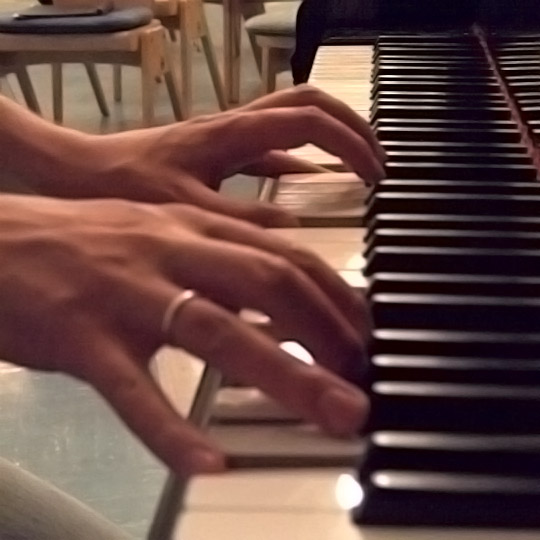
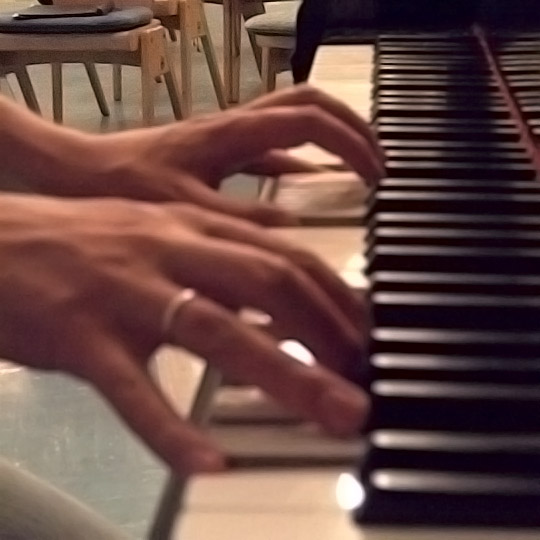

### Pelican Imaging
Das Unternehmen Pelican Imaging hat im Mai 2013 angekündigt, zusammen mit dem Anbieter von Mobiltelefonen Nokia eine flache, in ein Smartphone integrierte Lichtfeldkamera mit einer Matrix von vier mal vier Objektiven auf den Markt zu bringen.

### HTC
Das HTC One M8 benutzt zur Simulation des Funktionsprinzipes neben dem eingebauten 4-MP-Bildchip einen zweiten Kamera-Chip zum Erfassen der Tiefeninformationen. Mit dieser U-Fokus genannten Funktion ist ebenfalls das nachträgliche Ändern von Tiefenschärfe und Fokusbereichen möglich.

### Google
Googles seit April 2014 für Android-Geräte verfügbare Kamera-App Google Kamera ermöglicht im Fotomodus „Lens Blur“ („Fokuseffekt“) das nachträgliche Setzen und Bearbeiten von Tiefenschärfe bei Foto. Dafür werden keine zusätzlichen Sensoren oder Optiken benötigt. Stattdessen wird aus den dafür notwendigen automatischen Mehrfachaufnahmen eine 3D-Positionierung der Elemente im Bild berechnet, die dann die nachträgliche Bearbeitung erlaubt.

### K|Lens
Das Saarbrücker Unternehmen K|Lens entwickelt ein plenoptisches Wechselobjektiv für Standard-DSLRs und Systemkameras. Grundlage dafür bilden Forschungen aus dem Max-Planck-Institut für Informatik. Im Gegensatz zu anderen plenoptischen Verfahren benutzt K|Lens den Kaleidoskop-Effekt statt Mikrolinsen, um das Lichtfeld abzutasten.